# Alba herceg
Az Alba herceg (franciául: Le duc d’Albe;olaszul: Il duca d’Alba) Gaetano Donizetti négyfelvonásos operája (grand opéra). A szövegkönyvet Eugène Scribe írta saját ötlete alapján. Az olasz változatot Angelo Zanardini jegyzi. Máig nem tisztázott okok miatt az opera befejezetlen maradt. Donizetti halála után Matteo Salvi, Antonio Bazzini, Cesare Dominizetti és Amilcare Ponchielli egészítették ki. Ezt a változatot 1882. március 22-én a római Teatro Apollóban. 1959-ben Thomas Schippers is rekonstruálta a művet, ezt a változatot 1959. június 11-én mutatták be a spoletói Teatro Nuovóban. Magyarországon még nem játszották.

## Szereplők
| Szereplő                                   | Hangfekvés | Az ősbemutató szereposztása |
| ------------------------------------------ | ---------- | --------------------------- |
| Alba hercege, Németalföld kormányzója      | bariton    | Leone Giraldoni             |
| Amelia d’Egmont                            | szoprán    | Abigaille Bruschi Chiatti   |
| Marcello, flamand patrióta, Amelia kedvese | tenor      | Julián Gayarre              |
| Sandoval, a spanyol csapatok vezére        | bariton    | Hjalmar Frey                |
| Carlo, spanyol tiszt                       | tenor      | Giovanni Paroli             |
| Daniele Brauer, flamand patrióta           | bariton    | Alessandro Silvestri        |
| A kocsmáros                                | basszus    | Romeo Sartori               |

## Cselekménye
- Helyszín: Brüsszel
- Idő: 1573

### Előtörténet
Németalföld a Spanyol Birodalom része, s II. Fülöp király nevében a véres kezű Alba herceg kormányozza. A flamandok önállóságukért harcolnak és ez időnként véres felkelésekbe csap át. Vezetőjüket, Egmont grófot Alba hercege elfogatta és kivégeztette. Helyét leánya, Amelia vette át. Bosszút esküszik, a kormányzó vagy családtagjai megölésével kíván elégtételt venni apja haláláért.

### Első felvonás
Amelia, mint apja halála óta mindig, most is mély gyászt hordozva tűnik fel. Brüsszel főterén sétál, ahol apját kivégezték. Meglátja a herceget díszes kíséretével. A nép néma gyűlölettel figyeli az elvonuló spanyolokat. Amint a kormányzó és vezető tisztségviselői belépnek az épületbe, a megszállók hátramaradó tagjai körbefogják a lányt és arra kényszerítik, hogy daloljon nekik. Amelia egy tengerészdalba kezd, amelynek egyik sora a brüsszeliek felkelésre hívó titkos jele. Váratlanul maga a kormányzó jelenik meg, már neki is sok az a megaláztatás, amit emberei nap, mint nap elkövetnek az őslakókkal szemben. Egy fiatal férfi, aki nem vette észre a herceg jelenlétét, fennhangon szidni kezdi az elnyomókat és a spanyol királyt. A kormányzó maga elé rendeli az ifjút, aki nem más, mint Marcello, az ő fia, akit azóta meghalt felesége annak idején elüldözött házából, és aki titokban Egmont grófnak, a herceg nagy ellenlábasának oltalmába került, ő is nevelte föl. Ez az oka, hogy a herceg ezúttal türelmes, nem kiált azonnal katonáiért, nem csukatja le lázításért, hanem csendesen megfeddve, Amelia gondoskodására bízva elküldi a fiút.

### Második felvonás
A felkelők Daniele sörfőzdéjében találkoznak. Megérkezik Amelia is, s látszik rajta, hogy érzelmei miatt rágódik. Ugyan apja halálának megbosszulásán kéne gondolkodnia, de egyre többet foglalkozik Marcello udvarlásával. Megérkezik az ifjú is, aki megvallja szerelmét a lánynak, de az kitér a válasz elől. Váratlanul spanyol katonák érkeznek és átkutatják a házat. Noha mindenki úgy tesz, mintha a sörfőzde munkása lenne, a katonák mégis letartóztatják őket, mert az egyik szobában fegyvereket találnak.

### Harmadik felvonás
A kormányzóban mind jobban felülkerekedik az apai érzés. Levelet kap a királytól, aki hazarendeli, mert új feladatot talált számára. Hívatja Marcellót és felfedi előtte az igazságot, de a fiú nem hisz neki. A kormányzó ekkor megmutatja neki a vérpadot, amelyet már ácsolnak a palota udvarán. Egyezséget ígér fiának: ha apjának szólítja, akkor megkegyelmez Ameliának és társainak. Kényszerből és az Amelia irány érzett szeretetéből a fiú rááll az egyezségre. A kiszabadult felkelők gyanakodva tekintenek Marcellóra és kizárják soraikból. Amikor Marcello újra találkozik Ameliával, a lány felfedi titkos tervét. A fiú is bevallja, hogy a herceg fia. Az ámulatba ejtett lány otthagyja Marcellót. A kormányzót ünnepélyesen búcsúztatják távozása alkalmából. Amelia ezt az eseményt használja ki, hogy végrehajtsa tettét. Odalopózik a herceghez és tőrével lesújt rá. Marcello azonban apja védelmére kel, így őt éri a halálos döfés.